# C. Graham Baker
Charles Graham Baker (16 de julho de 1883 — 15 de maio de 1950) foi um roteirista norte-americano e diretor de cinema. Baker escreveu os roteiros de 170 filmes entre 1915 e 1948. Ele e seu pai inventou o jogo Gin rummy, em 1909.

## Biografia
Ele nasceu em Evansville, Indiana, em 16 de julho de 1883; e seus pais foram Elwood Thomas Baker e Leslie S. Barrows. Por volta de 1918, ele estava trabalhando como um dramaturgo para a empresa Vitagraph em Brooklyn, Nova Iorque.
Baker morreu em Reseda, Los Angeles, Califórnia, em 15 de maio de 1950.